# Райнхард фон Цвайбрюкен
Райнхард фон Цвайбрюкен (на немски: Reinhard von Zweibrucken; * пр. 1497; † 2 март 1532) е граф на Цвайбрюкен-Бич и господар на Бич и Лихтенберг.

## Произход и наследство
Той е големият син на граф Симон IV Векер фон Цвайбрюкен-Бич (1446 – 1499) и съпругата му Елизабет фон Лихтенберг (1444 –
1495), дъщеря наследничка на Лудвиг V фон Лихтенберг (1417 – 1471) и съпругата му Елизабет фон Хоенлое-Вайкерсхайм († 1488). Брат е на Симон VIII Векер († 1504), граф на Цвайбрюкен, господар на Бич.
Майка му наследява през 1480 г., заедно с нейната сестра Анна фон Лихтенберг, от бетздетния си чичо Якоб фон Лихтенберг (1416 – 1480), по половината, от намиращото се в голяма част в Елзас господство Лихтенберг.

## Фамилия
Райнхард фон Цвайбрюкен се жени на 18 ноември 1501 г. за вилд- и Райнграфиня Анна фон Даун-Салм-Кирбург († 1541), дъщеря на вилд- и Райнграф Йохан VI фон Даун и Кирбург (1470 – 1499) и Йохана фон Мьорс-Саарверден († 1513). Те имат децата:
- Симон VIII Векер (1505 – 1540), граф на Цвайбрюкен-Бич, годподар на Лихтенберг (1532 – 1540), женен 1526 г. за Барбара фон Даун († 1547)
- Елизабет фон Цвайбрюкен (1504 – 1575), омъжена на 16 ноември 1523 г. за Йохан Лудвиг I фон Зулц, ландграф в Клетгау, господар на Вадуц († 1544/1547)
- Вилхелм (* 1507), каноник в Страсбург
- Якоб (1510 – 1570), граф на Цвайбрюкен, годподар на Бич-Лихтенберг, женен на 13 април 1536 г. за графиня Катарина фон Хонщайн-Клетенберг († 1570)
- Йоана фон Цвайбрюкен (* 1517), омъжена на 6 декември 1532 г. за граф Конрад IV (IV) фон Тюбинген-Лихтенек († 1569)